# Wah-wah

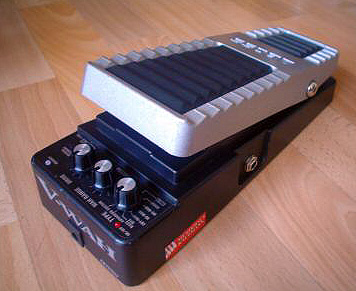
Wah-wah effektpedal

Wah-wah är en typ av effekt till i synnerhet gitarr och elbas, men även andra typer av elektriska musikinstrument. Den påverkar ljudet automatiskt eller via en steglös effektpedal, där ett band- eller lågpassfilter styr resonansfrekvensen. Det ljud som produceras liknar uttalet av ordet "wah".
Wah-wah-pedalen var en viktig del av Jimi Hendrix och Slashs speciella gitarrton. Även Miles Davis var känd för att ha använt wah-wah pedalen på sin elektriska trumpet.